# Maksim Šnapcev
Maksim Andreevič Šnapcev (in russo  Максим Андреевич Шнапцев?; Mosca, 18 ottobre 2004) è un calciatore russo, difensore del Pari Nižnij Novgorod.

## Carriera

### Club
Šnapcev è cresciuto nel settore giovanile della Lokomotiv Mosca, che ha lasciato nel 2023 per unirsi al Pari Nižnij Novgorod. Ha debuttato il 22 luglio nell'incontro di Prem'er-Liga perso 2-0 contro lo Zenit San Pietroburgo.

### Nazionale
Ha giocato nelle nazionali giovanili russe Under-15, Under-16 ed Under-19.

## Statistiche

### Presenze e reti nei club
Statistiche aggiornate al 7 agosto 2024.
| Stagione        | Squadra              | Campionato      | Campionato | Campionato | Coppe nazionali | Coppe nazionali | Coppe nazionali | Coppe continentali | Coppe continentali | Coppe continentali | Altre coppe | Altre coppe | Altre coppe | Totale | Totale | Totale |
| Stagione        | Squadra              | Comp            | Pres       | Reti       | Comp            | Pres            | Reti            | Comp               | Pres               | Reti               | Comp        | Pres        | Reti        | Pres   | Reti   |        |
| --------------- | -------------------- | --------------- | ---------- | ---------- | --------------- | --------------- | --------------- | ------------------ | ------------------ | ------------------ | ----------- | ----------- | ----------- | ------ | ------ | ------ |
| 2023-2024       | Pari Nižnij Novgorod | PL              | 12+2       | 0          | CR              | 3               | 0               |                    | -                  | -                  |             | -           | -           | 17     | 0      |        |
| 2024-2025       | Pari Nižnij Novgorod | PL              | 1          | 0          | CR              | 1               | 0               |                    | -                  | -                  |             | -           | -           | 2      | 0      |        |
| Totale carriera | Totale carriera      | Totale carriera | 15         | 0          |                 | 4               | 0               |                    | -                  | -                  |             | -           | -           | 19     | 0      |        |